# Aspergillus flavus var. oryzae
Aspergillus flavus var. oryzae (japanisch wissenschaftlich: 日本麹黴 Nihon Kōjikabi, Trivialname: 麹菌 kōjikin, dt. „Hefe-Pilz“; chinesisch 麴霉菌 / 曲霉菌, [麴菌/曲菌], Pinyin qūmeíjūn [qūjūn]; koreanisch: 누룩곰팡이, nurukgompangi) ist ein Schimmelpilz (Gießkannenschimmel), der in der japanischen Küche eine große Rolle spielt. Er ist der wichtigste unter den Kōji-Pilzen.
Er wird benutzt, um Soja in Feststoff-Bioreaktoren zu fermentieren und so Miso und Sojasauce zu erzeugen. Auch die aus Kyōto stammende Delikatesse Daitokuji-Nattō wird mit Aspergillus flavus var. oryzae beimpften Sojabohnen hergestellt. Eine andere Verwendung ist die Fermentation von Reis, nach dem der Pilz benannt ist, für Sake, Amazake und für Mirin. Auch in der chinesischen und koreanischen Küche wird A. flavus var. oryzae benutzt.
A. flavus var. oryzae ist eine der industriellen Hauptquellen für die Herstellung von stärkeabbauenden α-Amylasen.
Er gehört zu den Lebewesen, die vollständig gensequenziert sind.  A. oryzae ist in Japan als nationaler Pilz (japanisch 国菌 ‚kokkin‘) klassifiziert, ebenso wie Aspergillus luchuensis, Aspergillus sojae und Aspergillus kawachii.